# 2. zongoraverseny (Bartók)
Bartók Béla a II. zongoraversenyt 1930–1931-ben írta, a Cantata Profana befejezése után. A zongoraversenyt nem stiláris utalásaiért, hanem a zenei gondolatok eredetiségéért, a kifejezés, a hangszerelés erejéért, a magánszólam csodálatos sokoldalúságáért tartják a zongoristák és a közönség nagyobbik része a 20. század egyik legnagyszerűbb zongorakoncertjének.
A bemutató színhelye Frankfurt volt, ahol a zeneszerző játszotta a zongoraszólamot és Hans Rosbaud vezényelt, 1933 januárjában.

## Keletkezésének története
Bartók egészen így jellemezte a művet: „Első zongoraversenyemet 1926-ban írtam. Sikerült munkának tartom, bár faktúrája kissé – sőt, mondhatni nagyon is – nehéz, mind a zenekar, mind a közönség számára. Néhány év múlva, 1930–31-ben ezért akartam megírni Második zongoraversenyemben az elsőnek mintegy ellendarabját kevesebb nehézséggel a zenekar számára, tematikus anyagában tetszetősebbet. Ez a szándék magyarázza a darab legtöbb témájának népszerűbb és könnyebb jellegét. Könnyedségében néha szinte egyik-másik fiatalkori művemre emlékeztet.”
A koncert számos vonatkozásban utal Bartók neoklasszikus stíluskorszakára, amelyben az I. zongoraverseny is fogant. A barokk utánérzés azonban ezúttal másodrendű szerepet játszik Stravinsky „barbár” hangvételű műveinek hatása, de főként a magyar népzene inspirációja mellett.
Az I. zongorakoncerthez hasonlóan itt sem feledkezik meg a Stravinsky-hommage-ról: a tűzmadár-témából formázott mottódallamon kívül (ezúttal is a nyitótétel kidolgozási részében) felidézi Stravinszky fanyar ostinatóinak hangulatát, és nyomban utána egy másik stiláris utalással Johann Sebastian Bach invencióira emlékeztet.
Ebben a műben is a zongoraszólam a kulcsszereplő. Legalább annyira Bartók muzsikus és zongorista alkatára szabott, mint az I. zongoraverseny magánszólama. A szerző számára (mint megannyi más szerzőnél is) a zongoraverseny műfaja különösen fontos volt: itt tudtak legjobb formájukban bemutatkozni, saját hangszerük mellől, mégis a legmagasabb rendű zenekari stílus keretein belül.
A műnek két eredeti vonása van:
1. Hangszerelés: csak a zárótételben szólal meg az egész zenekar; az I. tételben a vonós hangszerek játékosai némán ülnek, a zongorán kívül csak a fúvósok és az ütőhangszerek játszanak. Az adagióban a fúvósok hallgatnak, csak a szordinált vonós hangszerek és a timpani dialogizálnak Bartók magánszólamával. A középső scherzóban a vonós-, fúvós- és ütőhangszerek egy bizonyos csoportja szerepel.
2. Középső tétele egy ravasz „adagión belüli scherzo” – így jellemezte ugyanis Bartók (ilyen formát ugyan már láthattunk a bartóki életműben, mégis itt egy teljesen megújított konstrukció szerepel).

## Tételek
A háromtételes 2. zongoraversenynek magát nagyon világosan megmutató szimmetrikus formát adott Bartók.
- A III. tétel (egyetlen témát kivéve) az 1. tétel szabad variációja
- A középső tétel önmagában is egy háromtagú forma és még szimmetrikus is: adagio, scherzo, az adagio variációja.

Tehát úgynevezett „hídformáról” beszélhetünk (ABCBA).

### Allegro
Az első tétel szabályos szonátaforma, egyfajta rondó-visszatérés elvvel, ami a témák kontrapunktikus szellemű variálásával-fejlesztésével társul. Ennek ellenére a kiindulásként választott alaptémák egyáltalán nem térnek vissza úgy, ahogyan azokat megismertük. A szonátaforma megfelelő pontjain dallamilag megfordított rajzolattal (úgynevezett „inverz” formában), más megvilágításban térnek vissza a témák.
A csillogóan virtuóz igényű koncertáló zongoraszólamhoz tisztán fúvósokból és ütőhangszerekből álló együttes társul, amelyben az egyes hangszerek is igényes szólista szerepet kapnak. Az egész tételen végigvonuló lüktető mozgásritmus a barokk zenére is jellemző, mégsem stilizáló játék, hanem Bartók stílusának szerves része, számos nagy művének közös ismertetőjegye.
A mű nyitó taktusaiban felhangzik a kompozíciót indító két meghatározóan fontos téma.
- Az egyiket a szóló trombita játssza, s ha nem gyors tempóban, hanem lassú előadásban sorra vesszük a hangokat, valószínűleg ráismerünk eredetére: a hat első hang pontosan megegyezik Igor Stravinsky Tűzmadár-zenéjének ünnepélyes finálé-dallamával, amelyről Bartók úgy tudta, orosz népdal.
- Utána következik a sokkal hosszabb, húszütemes zongora-főtéma. Ez egyike azoknak a nagy ívű Bartók-témáknak, amelyeket, annak ellenére, hogy egyetlen hangnyi népzene-idézet nincs bennük, Bartók nyilvánvalóan a magyar népzene strófaszerkezetének szellemében komponált. A jól kivehető a téma négysoros, kupolás rajzolata: olyan, mint egy új stílusú népdalstrófa.

A kidolgozásban már a stravinskys mottóra irányul a figyelem. A mottó elegáns szólótrombitás bemutatkozását követően nagy utat tesz meg, és fokozatosan átveszi a főszerepet. Belőle formázza Bartók a témát tagoló pillér-mozzanatokat, például az expozíció végét jelző kvintkánont. Ugyanennek a mottónak inverz formája készíti elő a témák rekapitulálását. A semleges Stravinsky-idézetből nagyon is magyar hangúvá lett rák-inverz forma pedig a tétel dinamikai csúcspontját adja, a zongora szólókadenciájának felvezetését.
A nyitótétel kódája már csakis ebből a mottótémából áll: fuvolán és zongorán, azután a rezeken visszatér az alap- és az inverz forma, majd a kettőt egybegyúrja Bartók egy diadalmas, magyar ritmuspontozással záruló menetté, és vége a nyitótételnek.

### Adagio
A lassú-gyors-lassú szimmetriájára épülő tétel, mint Bartók annyi más lassú tétele, látomásszerű „éjszaka”, vagy „természet” zene.
A szordinált vonósok és az üstdob tört fényű, imbolygó hátteréből, mint magányos távoli monológ lép elő a zongora szólója. Ez a szólórecitativo beszédszerűségében már az emberi szó lejtéséhez közelít, titokzatos, töprengő hang.
Ez a rész Beethoven Líd hálaénekére emlékeztetheti az embert, amelyből a zongora szívbemarkolóan egyszerű deklamációja kiemelkedik.
A gyors középső részben mintha ismeretlen természeti kép tárulna elénk suhanó árnyékaival és fényfoltjaival. Költői látomás a magányról, a kozmikus és az embert közelebbről körülvevő természeti világról.
Ellentétben a Szabadban sorozat híres zongoradarabjával, ez a jelenet nem az élő természetháttér neszezéseinek megmutatásával indul. A háttér itt a csillagos ég, a végtelenség magánya. A hangtompítós, vibrálás nélkül üres kvintmeneteket játszó vonóskar korál-félése a bennünket körülvevő tárgyi valóság jelképe, ami tőlünk függetlenül létezik. „Ezen a színen jelenik meg az Ember – a zongora és timpani anyaga –, ölt alakot, lélegzik, sóhajt, zokog, dörömböl, roskad magába és ül diadalt” – Somfai László.
A Presto önmagában is szimmetrikus: két „toccata” fog közre egy igazi természetzene-scherzót. A scherzo-részben erdősuhogásra, madárrikoltásra, kopácsolásra emlékeztető neszezések felnagyított effektusai jelennek meg – részint barátságos, részint félelmetes természethangok. A jelenet közepén ott a híd, a lármán áthangzó kürt halk hívó szava.

### Allegro molto
A zárótétel a teljes zenekar fényében szólaltatja meg a virtuóz concertómuzsikát. Zenéjét minden részletében a népzene dallamvilága és ritmikája hatja át. Rondótémája a Bartók számos művéből jól ismert dübörgő-zakatoló kisterc-motívumra épül. A tétel uralkodó eleme ismét a ritmus.
„Végül a fináléban megszólaló teljes zenekar megszünteti, feloldja a hangzás eddigi szélsőségeit, összefogja a hangszerelés hideg és meleg színeit, a mély és magas, a szűk és tág vonzása-asszociációja után a maga kiegyensúlyozottságával és dús bőségével beteljesít és megbékít” – írja Kroó György.
A rondóforma közjátékaiban az első tétel témáinak variánsai hangzanak fel triolás ritmusban, könnyedebb karakterrel. Szögletes mozgású témák gördülő ritmusú, gyorsabb előadása a reneszánsz tánczene proportio gyakorlatát idézi fel; ez is jele annak, hogy Bartók fantáziáját és zeneszerzői terveit mélyen átitatták ugyan népzenékből eredő ideák, de az európai zene hagyományait nagyon is jól ismerte.
Az első tétel főtémájából alakuló lendületes kóda zárja le és foglalja egységes keretbe a művet. A tételeken átívelő visszatérés-elv, a hídforma maga egyébként, legalábbis elméletileg (vizuálisan magunk elé képzelve a többtételes formát) azzal járna, hogy a kompozíció valamiképpen oda érkezik meg, ahonnan elindult. A zene azonban időben kibontakozó művészet. A II. zongoraverseny végén is drámai a megoldás: a barbár kalapálású zongorakadencia után a titokzatos Presto-neszezésekből puha arpeggiókkal felröppen a Stravinskytól kölcsönzött legelső téma; még egyszer kitombolja magát a rézfúvók kontrapunktikusan kavargó zenéje, és amint kimondják a magyar záróritmust, a zongora visszakéri a szót, Beethoven: G-dúr zongoraversenyére emlékeztető örömzenével véget vet a muzsikának.

## Érdekesség
A kottázás voltaképpen nem egészen egyértelmű, mert a kottaképből nem derül ki, mennyi rubatóval, milyen különleges kiemelésekkel, mekkora gesztusokkal kell játszani a zongoraszólamot; hogy a magánszólam stiláris különállása, robbanékonysága valósággal megköveteli a körülötte lévő különösen szigorú abroncsformát. Szerencsére fennmaradt 16 percnyi töredék Bartók saját előadásáról, egy vigadóbeli, Ansermet-dirigálta 1939-es hangversenyről. A mai Bartók-játékosok legjobbjai ezt a nagyon rossz hangminőségű amatőr felvételt a kottával együtt, elsőrendű forrásként tanulmányozzák.

## Autográf anyagok
- Partitúra-fogalmazvány, vázlatokkal (Bartók Péter gyűjteménye: 68FSS1)
- Autográf lichtpaus tisztázat, a partitúra (= A) és a kétzongorás kivonat (= B) 2. zongoraszólama eredetileg együtt írva (Bartók Péter gyűjteménye: 68FSFC1, 68tpspfc1)
- Lichtpaus munkakópia másolatok (negrokópiák), valószínű időrendi sorrendjükben:

(B. 1) Az I. tétel házi montírozása, autográf változtatásokkal (Bartók Archívum, Budapest: BH48a)
(A. 1) A partitúra mutatványpéldánya az Universal Edition részére (Bartók Péter gyűjteménye: 68FSFC2)
(B. 2) Az I–III. tétel házi szerkesztésű példánya (ifj. Bartók Béla gyűjteménye)
- A partitúra 1. fakszimile kiadása, UE (1932, lemezszám nélkül, Budapesten készült alumíniumnyomat a javított lichtpausról)

(A. 2) Az 1. fakszimile kiadás egy példánya, Bartók játszópéldánya javításokkal és változtatásokkal (Bartók Archívum, Budapest: BH48b)
(A. 3) A partitúra 2. fakszimile kiadása, UE 10442 (1937, az újra javított lichtpausról Ausztriában készült nyomat).
(A. 4) A 2. fakszimile kiadás egy példánya Bartók kézírásos betéteivel, Pásztory Ditta játszópéldánya (ifj. Bartók Béla gyűjteménye)
- Kétzongorás kivonat: az UE 10995 első kiadás (1941) metszőpéldánya: vö. B. 2. (kiadói szerkesztésű metszőpéldány a tervezett Boosey & Hawkes kiadáshoz: Bartók Péter gyűjteménye: 68TPSPFC2)